# غيلبرت ديلورم
غيلبرت ديلورم هو لاعب هوكي جليد كندي، ولد في 25 نوفمبر 1962 في بوشيفيل في كندا.

## وصلات خارجية
- غيلبرت ديلورم على موقع دوري الهوكي الوطني (الإنجليزية)
- غيلبرت ديلورم على موقع قاعة مشاهير الهوكي (لاعب أن.إتش.أل) (الإنجليزية)
- غيلبرت ديلورم على موقع EliteProspects.com (الإنجليزية)
- غيلبرت ديلورم على موقع HockeyDB.com (الإنجليزية)
- غيلبرت ديلورم على موقع Hockey-Reference.com (الإنجليزية)